# Austria en los Juegos Paralímpicos de Innsbruck 1984
Austria estuvo representada en los Juegos Paralímpicos de Innsbruck 1984 por un total de 59 deportistas, 42 hombres y 17 mujeres.

## Medallistas
El equipo paralímpico austríaco obtuvo las siguientes medallas:
| Nombre                                                       | Deporte                    | Evento                                   |
| ------------------------------------------------------------ | -------------------------- | ---------------------------------------- |
| Oro                                                          |                            |                                          |
| Brigitte Madlener                                            | Esquí alpino               | Descenso LW5/7 femenino                  |
| Brigitte Madlener                                            | Esquí alpino               | Eslalon gigante LW5/7 femenino           |
| Brigitte Madlener                                            | Esquí alpino               | Combinada LW5/7 femenino                 |
| Christine Winkler                                            | Esquí alpino               | Descenso LW2 femenino                    |
| Christine Winkler                                            | Esquí alpino               | Eslalon gigante LW2 femenino             |
| Christine Winkler                                            | Esquí alpino               | Combinada LW2 femenino                   |
| Edith Hölzl                                                  | Esquí alpino               | Descenso B2 femenino                     |
| Edith Hölzl                                                  | Esquí alpino               | Combinada B2 femenino                    |
| Veronika Preining                                            | Esquí alpino               | Descenso B1 femenino                     |
| Marianne Reiter                                              | Esquí alpino               | Eslalon LW2 femenino                     |
| Helmut Falch                                                 | Esquí alpino               | Descenso LW1 masculino                   |
| Helmut Falch                                                 | Esquí alpino               | Eslalon LW1 masculino                    |
| Helmut Falch                                                 | Esquí alpino               | Eslalon gigante LW1 masculino            |
| Helmut Falch                                                 | Esquí alpino               | Combinada LW1 masculino                  |
| Rainer Bergmann                                              | Esquí alpino               | Descenso LW2 masculino                   |
| Rainer Bergmann                                              | Esquí alpino               | Eslalon gigante LW2 masculino            |
| Rainer Bergmann                                              | Esquí alpino               | Combinada LW2 masculino                  |
| Josef Meusburger                                             | Esquí alpino               | Eslalon LW4 masculino                    |
| Josef Meusburger                                             | Esquí alpino               | Eslalon gigante LW4 masculino            |
| Josef Meusburger                                             | Esquí alpino               | Combinada LW4 masculino                  |
| Karl Preining                                                | Esquí alpino               | Descenso B1 masculino                    |
| Karl Preining                                                | Esquí alpino               | Eslalon gigante B1 masculino             |
| Karl Preining                                                | Esquí alpino               | Combinada B1 masculino                   |
| Markus Ramsauer                                              | Esquí alpino               | Descenso LW4 masculino                   |
| Odo Habermann                                                | Esquí alpino               | Eslalon gigante B2 masculino             |
| Dietmar Schweninger                                          | Esquí alpino               | Eslalon gigante LW6/8 masculino          |
| Hildegard Fetz                                               | Esquí de fondo             | 2,5 km distancia corta grado II femenino |
| Hildegard Fetz                                               | Esquí de fondo             | 5 km distancia media grado II femenino   |
| Doris Campbell Margaret Heger Renata Hönisch Marianne Kriegl | Esquí de fondo             | 4 × 5 km B1-2 femenino                   |
| Reinhold Sager                                               | Esquí de fondo             | 5 km distancia corta grado I masculino   |
| Reinhold Sager                                               | Esquí de fondo             | 10 km distancia media grado I masculino  |
| Georg Freund                                                 | Esquí de fondo             | 5 km distancia corta grado II masculino  |
| Georg Freund                                                 | Esquí de fondo             | 10 km distancia media grado II masculino |
| Georg Freund Siegwald Mussger Reinhold Sager                 | Esquí de fondo             | 3 × 2,5 km grado I-II masculino          |
| Plata                                                        |                            |                                          |
| Reinhold Wessely                                             | Carrera de trineo en hielo | 1500 m grado II masculino                |
| Marianne Reiter                                              | Esquí alpino               | Descenso LW2 femenino                    |
| Christine Winkler                                            | Esquí alpino               | Eslalon LW2 femenino                     |
| Brigitte Madlener                                            | Esquí alpino               | Eslalon LW5/7 femenino                   |
| Veronika Preining                                            | Esquí alpino               | Combinada B1 femenino                    |
| Christian Häusle                                             | Esquí alpino               | Descenso LW2 masculino                   |
| Josef Meusburger                                             | Esquí alpino               | Descenso LW4 masculino                   |
| Rainer Bergmann                                              | Esquí alpino               | Eslalon LW2 masculino                    |
| Gerhard Langer                                               | Esquí alpino               | Eslalon LW3 masculino                    |
| Michael Knaus                                                | Esquí alpino               | Eslalon LW6/8 masculino                  |
| Peter Perner                                                 | Esquí alpino               | Combinada LW2 masculino                  |
| Margaret Heger                                               | Esquí de fondo             | 5 km distancia corta B1 femenino         |
| Margaret Heger                                               | Esquí de fondo             | 10 km distancia media B1 femenino        |
| Johanna Ratzinger                                            | Esquí de fondo             | 2,5 km distancia corta grado II femenino |
| Johanna Ratzinger                                            | Esquí de fondo             | 5 km distancia media grado II femenino   |
| Siegwald Mussger                                             | Esquí de fondo             | 5 km distancia corta grado II masculino  |
| Siegwald Mussger                                             | Esquí de fondo             | 10 km distancia media grado II masculino |
| Horst Morokutti                                              | Esquí de fondo             | 10 km distancia media LW5/7 masculino    |
| Hermann Gaun Josef Siebenhofer Reinhold Wessely              | Esquí de fondo             | 3 × 2,5 km grado I-II masculino          |
| Bronce                                                       |                            |                                          |
| Elisabeth Zerobin                                            | Esquí alpino               | Eslalon LW4 femenino                     |
| Elisabeth Zerobin                                            | Esquí alpino               | Combinada LW4 femenino                   |
| Gerlinde Dullnig                                             | Esquí alpino               | Descenso LW6/8 femenino                  |
| Veronika Preining                                            | Esquí alpino               | Eslalon gigante B1 femenino              |
| Gabriele Berghofer                                           | Esquí alpino               | Eslalon gigante B2 femenino              |
| Gerhard Langer                                               | Esquí alpino               | Eslalon gigante LW3 masculino            |
| Gerhard Langer                                               | Esquí alpino               | Combinada LW3 masculino                  |
| August Hofer                                                 | Esquí alpino               | Descenso B2 masculino                    |
| Dietmar Schweninger                                          | Esquí alpino               | Descenso LW6/8 masculino                 |
| Markus Ramsauer                                              | Esquí alpino               | Eslalon LW4 masculino                    |
| Peter Perner                                                 | Esquí alpino               | Eslalon gigante LW2 masculino            |
| Meinhard Tatschl                                             | Esquí alpino               | Eslalon gigante LW6/8 masculino          |
| Doris Campbell                                               | Esquí de fondo             | 10 km distancia media B1 femenino        |
| Renata Hönisch                                               | Esquí de fondo             | 10 km distancia media B2 femenino        |
| Peter Kieweg                                                 | Esquí de fondo             | 5 km distancia corta LW9 masculino       |
| Peter Kieweg                                                 | Esquí de fondo             | 10 km distancia media LW9 masculino      |
| Horst Morokutti                                              | Esquí de fondo             | 5 km distancia corta LW5/7 masculino     |